# 塞德里克·格朗
塞德里克·格朗（法語：Cédric Grand，1976年1月14日—），瑞士男子雪车运动员。他曾代表瑞士参加1998年、2002年、2006年和2010年冬季奥林匹克运动会雪车比赛，其中2006年冬季奥运会获得一枚铜牌。